# (13679) Shinanogawa
(13679) Shinanogawa est un astéroïde de la ceinture principale.

## Description
(13679) Shinanogawa est un astéroïde de la ceinture principale. Il fut découvert le 29 juillet 1997 à Nanyo par Tomimaru Okuni. Il présente une orbite caractérisée par un demi-grand axe de 2,57 UA, une excentricité de 0,09 et une inclinaison de 14,8° par rapport à l'écliptique.

## Compléments